# Rehna Hai Teri Palkon Ki Chhaon Mein
Rehna Hai Teri Palkon Ki Chhaon Mein es una novela india que se transmitió en Imagine TV en India entre agosto de 2009 y septiembre de 2010 y se transmite de lunes a viernes a las 9 p. m. Es la historia de una niña huérfana, Suman, que quiere ser parte de una familia conjunta y pronto tiene la oportunidad. El programa fue muy popular en Imagine TV y tuvo algunos de los mejores target rating point (PRT). Fue reemplazado por Gunahon Ka Devta.
La segunda temporada de la serie, Palkon Ki Chhaon Mein 2 en Dangal. Está protagonizada por Trupti Mishra, Vin Rana y Ashish Dixit.

## Trama
Esta es la historia de una joven mujer huérfana, cuyos sueños de encontrar familia y amor se hacen realidad cuando tiene la oportunidad de ser parte de una familia conjunta extremadamente adorable y tradicional.
Suman vive en un albergue para niñas con su mejor amiga Kanchan, que proviene de una familia rica, tradicional y amorosa. La madre de Kanchan, Kadambari, conoce a Suman y decide que esta chica será su futura nuera. Suman conoce al hijo de Kadambari, Karan, y se enamoran repentinamente. Para sorpresa de Suman, se revela que ella ha sido elegida para Karthik, el hermano mayor de Karan. Suman tiene un dilema: tiene que elegir entre su amor por Karan y los sentimientos de una familia que la ha tratado como a una hija.
Después de enfrentar muchas dificultades, Karan y Suman se casan. En el camino a su luna de miel, los frenos de su automóvil fallan. Karan empuja a Suman pero no puede salir por sí mismo. El automóvil se sumerge en una cascada y Karan se presume muerto. Después de eso, toda la familia comienza a odiar a Suman, a excepción de Karthik y su nueva prometida Nandini. Pero incluso Nandini se convierte en un enemigo cuando ve que Karthik se preocupa por Suman. Karthik se casa con Nandini. Pero su matrimonio se rompe cuando la naturaleza malvada de Nandini se expone ante toda la familia.
Mientras tanto, Suman pasa por muchas pruebas y tribulaciones. Después de mucho tiempo, una vez más es aceptada por sus suegros. Por ahora, ella y Karthik están enamorados. Se casan con las bendiciones de la familia. Justo entonces, Karan regresa, vivo. Cuando se entera del nuevo matrimonio de Suman con Karthik, se enoja mucho. Intenta romper su relación pero falla. Más tarde, Karan se casa con una joven llamada Paro y está feliz con ella.
El destino le juega otro truco a Suman. Una joven viuda relacionada con el suegro de Suman viene a quedarse con la familia. Esta mujer se siente atraída por Karthik. Ella hace parecer que él ha indignado su modestia bajo la influencia de una droga. Entonces ella finge estar esperando a su hijo. Karthik se ve obligado a prometer que se casará con ella. La mujer secuestra a Suman y la mata. Sin embargo, el espíritu de Suman regresa y expone a su asesino antes de abandonar el mundo. Karthik y su familia están desconsolados por perder a Suman. Unos años más tarde, hay otro Suman en la familia: la pequeña hija de Karan y Paro. Pero el vacío en la vida de Karthik sigue sin llenarse.

## Elenco
- Amrapali Dubey como Suman
- Sumeet Vyas como Karthik
- Shoaib Ibrahim como Karan
- Indira Krishnan como Kadambari
- Madhuri Sanjiv como Chandrika Devi
- Garima Jain como Ruby
- Payal Shukla como Kanchan
- Sunayana Fozdar como Nandini
- Aayam Mehta como Devender Singh
- Sharmili Raj como Vidya
- Rubina Shergill como Guddi
- Manish Naggdev como Tanmay
- Shweta Rastogi como Paro
- Shriya Bisht como Niharika